# ألكسندر ستويانوفيتش
ألكسندر ستويانوفيتش (19 يونيو 1954 بكراغوييفاتس في صربيا - ) هو مدرب كرة قدم ولاعب كرة قدم (وحمل سابقاً جنسية يوغوسلافيا) في مركز حراسة المرمى. شارك مع منتخب يوغوسلافيا لكرة القدم. أما مع النوادي، فقد لعب مع النجم الأحمر بلغراد ونادي فويفودينا وP.A.E. G.S. Diagoras ‏ ونادي إيغاليو لكرة القدم ورادنيتشكي 1923 ‏.

## مسيرته الكروية
لعب ألكسندر ستويانوفيتش خلال مسيرته الاحترافية مع 5 أندية في ستة عشر موسمًا ولم يسجل خلالها أي هدف ضمن 275 مباراة. حيث فاز في موسم واحد بالكأس وفي ثلاثة مواسم بالدوري.
خاض ألكسندر ستويانوفيتش مسيرته مع رادنيتشكي 1923 ‏ في موسم 1971–72 ليلعب معه خمسة مواسم، مشاركًا في 69 مباراة ولم يسجل أي هدف. ثم انتقل إلى نادي النجم الأحمر بلغراد في موسم 1976–77 ليلعب معه سبعة مواسم، حيث شارك في 143 مباراة ولم يسجل أي هدف أيضًا. لينتقل بعدها إلى نادي إيغاليو لكرة القدم في موسم 1983–84 ولمدة موسمين، مشاركًا في 44 مباراة ولم يسجل أي هدف أيضًا. ثم انتقل إلى نادي فويفودينا في موسم 1985–86 لمدة موسم واحد، مشاركًا في 8 مباريات ولم يسجل أي هدف أيضًا.

## وصلات خارجية
- ألكسندر ستويانوفيتش على موقع قاعدة بيانات كرة القدم.إي يو (الإنجليزية)
- ألكسندر ستويانوفيتش على موقع ناشيونال فوتبول تيمز (الإنجليزية)